# ミタライ 探偵御手洗潔の事件記録
『ミタライ 探偵御手洗潔の事件記録』（ミタライ たんていみたらいきよしのじけんきろく）は、島田荘司の推理小説シリーズ「御手洗潔シリーズ」を原点火が漫画化した日本の漫画。『モーニング』（講談社）にて1つのエピソードを数話に分ける形で、2012年19号（同年4月）より不定期に連載されている。単行本は2014年4月現在既刊3巻。
御手洗シリーズは、1981年に発表された島田のデビュー作『占星術殺人事件』から続いているが、漫画化は本作が初めてである。ただし、源一実作画による『御手洗くんの冒険』（1999年、南雲堂、2003年に新装版で全3巻）は、島田が原作を書き下ろした、御手洗潔の少年時代を描いた漫画作品がある。
原作小説は御手洗潔が1948年生まれの設定であり、1970年から2000年頃の時代を主に描いているが、本作は時系列を現代にしており、SNSや情報機器が登場する。

## 登場人物
- 御手洗潔 - 名探偵。警察の間でも、かの有名な「梅沢事件」を解決した探偵として名が知られている。
- 石岡和己 - 御手洗の助手。

## エピソード
| #          | タイトル         | 掲載               | 話数  | 収録 | 原作所収                              | あらすじ |
| ---------- | ---------------- | ------------------ | ----- | ---- | ------------------------------------- | --- |
| 1st Record | 糸ノコとジグザグ | 2012年 19号 - 21号 | 全3話 | 1巻  | 『毒を売る女』 （光文社文庫）         | クリスマスイブの夜、リスナーが3分間のフリートークをする人気ラジオ番組に、「しを宣告する」という奇妙な電話がかかってくる。奇妙な詩の朗読が終わった後、「（それは）自殺予告だ」と指摘する電話が入る。DJは自身の過去のある経験からその人を救おうと決意し、リスナーと協力しながら詩に隠された自殺場所「東京都内の屈斜路湖」を探り当てる。 |
| 2nd Record | 傘を折る女       | 2012年 39号 - 42号 | 全4話 | 1巻  | 『UFO大通り』 （講談社文庫）          | 「雨が降る中、白いワンピースを着たスタイルの良い美人が差していた傘を車に轢かせて折り、折った傘を持ってずぶ濡れのまま来た道を戻っていくのを見た」という話がラジオ番組にもたらされる。なぜ女性は傘を折らせたのか、女性は普通の精神状態ではなかったのだろうと推測する御手洗は、ある殺人事件との関連を見出す。                            |
| 3rd Record | 山高帽のイカロス | 2013年 09号 - 12号 | 全4話 | 2巻  | 『御手洗潔のダンス』 （講談社文庫）   | 「人間は空を飛べる」と信じ、人が空中に浮かぶ絵ばかりを描いていた売れない画家の男が行方不明になる。彼と親しくしていた男性から相談を受けた御手洗が調査を始めて間もなく、地上20メートルの電線に引っかかった彼の死体と、付近の公園で発狂した彼の妻が発見される。                                                                          |
| 4th Record | 数字錠           | 2013年 23号 - 25号 | 全3話 | 2巻  | 『御手洗潔の挨拶』 （講談社文庫）     | 内側から鍵がかかり、裏木戸には数字錠がかかった密室の部屋で看板会社の社長の遺体が見つかる。4人の社員全員にアリバイがあり、被害者に株取引で損をさせられた男が容疑者として浮上する。御手洗がコーヒーを飲まなくなった理由が明らかになる。                                                                                                 |
| 5th Record | IgE              | 2013年 48号 - 51号 | 全4話 | 3巻  | 『御手洗潔のメロディ』 （講談社文庫） | レッスンを受けに来ていた美女に魅了された高名な声楽家が、姿を消してしまった彼女の行方探しを御手洗に依頼する。時を同じくして、川崎のファミリーレストランの店員が小児用便器が3度続けて盗まれた事件を相談に訪れる。美女の失踪と便器の盗難にある陰謀を見出した御手洗は、それを阻止すべく石岡に指示を飛ばす。                               |
| 6th Record | 疾走する死者     | 2014年 14号 - 15号 | 全2話 | 3巻  | 『御手洗潔の挨拶』                    | 御手洗らジャズの愛好家が集ったマンションで停電が起こり、家主のネックレスが盗まれる。間もなく、犯人が最寄駅そばの高架上で轢死体で発見されたと知らせが入るが、死体から絞殺の痕跡が見つかった上、部屋から現場までは走っても10分以上かかり、死体が全力疾走したとしか考えられない状況であることが判明する。                                |

## 書誌情報
- 原作：島田荘司、作画：原点火 『ミタライ 探偵御手洗潔の事件記録』 講談社〈モーニングKC〉 既刊3巻[1]（2013年10月現在）
  1. 2013年01月23日発売、ISBN 978-4-06-387185-2
  2. 2013年10月23日発売、ISBN 978-4-06-387245-3
  3. 2014年04月23日発売、ISBN 978-4-06-388312-1